# Programme d'investissement chypriote
Le Programme d'Investissement Chypriote (CIP) (grec : Κυπριακό Επενδυτικό Πρόγραμμα, ΚΕΠ) est un programme d'investisseurs immigrants conçu par le gouvernement de Chypre afin d'attirer des investisseurs étrangers en échange de la citoyenneté chypriote. Les détails du programme sont rendus publics après une fuite de documents, les Cyprus Papers, à Al Jazeera qui provoque une controverse à Chypre et conduit à la fin du programme en 2020. Par la suite, le programme des "passeports dorés" est remplacé par le programme des "visas dorés".

## Contexte
Le programme est initié en 2007. De 2007 au 1er novembre 2020, un peu plus de 7 000 personnes reçoivent la citoyenneté chypriote. L'investissement minimum est de 2 millions d'euros et la citoyenneté est étendue à la famille de l'investisseur également. En 2013, l'investissement minimum requis pour obtenir la citoyenneté passe de 25 millions en 2007 à 2,5 millions. Les candidats n'ont pas besoin de résider physiquement à Chypre ni de passer un test de langue pour acquérir la citoyenneté.

## Corruption et enquêtes
L'une des raisons de la citoyenneté par investissement est l'évasion fiscale et les voyages sans visa,.
Un comité d'enquête indépendant (Rapport Nikolatou) découvre plus tard que 53 % des passeports sont émis illégalement,,,. Le 22 août 2022, un rapport du Bureau d'audit de Chypre révèle que le ministère de l'Intérieur ne divulgue pas les informations requises sur les candidats au Conseil des ministres, et que l'octroi inapproprié de la citoyenneté a entraîné des pertes enregistrées de 200 millions d'euros en impôts et 25 millions d'euros en non perception de frais. De plus, des contrats d'investissement d'une valeur de 1 milliard d'euros ont été annulés, tandis que des contrats d'une valeur de 3,5 milliards d'euros n'ont pas encore été matérialisés. En outre, le rapport du Bureau d'audit révèle que plusieurs investisseurs qui ont acheté des propriétés pour obtenir la citoyenneté les louent à des tiers, ce qui va à l'encontre des termes du Programme d'Investissement Chypriote.
Une autre irrégularité découverte par le Bureau d'audit est l'application d'un taux réduit de TVA, une mesure sociale stipulée par une Directive de l'UE, qui abaisse le taux de 19 % à 5 % pour les premiers propriétaires d'une maison afin d'aider les personnes en difficulté financière. Ce taux réduit est accordé aux investisseurs même s'ils ne pouvaient pas y prétendre, il y a même un cas où un appartement de 14,5 millions d'euros dans une tour bénéficie de la mesure sociale de taux de TVA réduit. Cet abus a profité à 1.298 investisseurs qui ont acheté des propriétés d'une valeur de 1,6 milliard d'euros et les pertes totales en taxes non perçues s'élèvent à au moins 204 millions d'euros. La violation par Chypre de la directive de l'UE 2006/112/CE sera enquêtée par la Commission européenne.
En juillet 2021, la Commission européenne envoie une lettre de mise en demeure à Chypre pour son échec à appliquer correctement les règles de TVA de l'UE pour les logements, donnant à Chypre deux mois pour prendre des « mesures appropriées »,. L'inspecteur des impôts en 2020, Giannis Tsagaris, déclare que si la directive européenne concernant la TVA pour l'acquisition de logements est appliquée de manière incorrecte, Chypre sera sommée de payer les revenus perdus des ressources propres, pour couvrir la différence entre le taux de TVA réduit et le taux normal économisé par les investisseurs. Selon les informations disponibles en 2020, les investisseurs ont payé 125 millions d'euros de TVA alors qu'au taux standard de 19 %, ils auraient payé quatre fois ce montant, laissant les contribuables ordinaires payer le déficit de 375 millions d'euros.

## Procès
Jusqu'en 2024, quatre procès ont été intentés devant les tribunaux chypriotes.
Le 12 septembre 2022, l'ancien président de la Chambre des représentants Demetris Syllouris, l'ancien député AKEL et promoteur immobilier Christakis Giovani, ainsi que l'avocat Andreas Pittadjis et Antonis Antoniou, le directeur exécutif du groupe Giovani comparaissent devant le tribunal, faisant face à cinq chefs d'accusation sur deux charges - complot pour escroquer l'État et influence sur un fonctionnaire public en violation de la loi reconnaissant la Convention du Conseil de l'Europe sur la criminalisation de la corruption. Le 11 octobre 2023, toutes les accusations contre Pittadjis sont abandonnées. En août 2024, Syllouris, Giovani et Pittadjis intègrent une action en diffamation contre Al Jazeera demandant 2 millions de dollars chacun.
Le quatrième cas comprend dix accusés, dont l'ancien ministre des Transports, des Communications et des Travaux, Marios Demetriades. Les accusés font face à 59 chefs d'accusation, dont complot pour escroquer et corruption. Les preuves recueillies comprennent 200 boîtes de dossiers, soulignant l'ampleur du travail d'enquête. Le procès doit commencer le 30 octobre 2024.

## Effets sur la population locale
L'afflux d'investisseurs étrangers crée de nombreux problèmes pour les communautés locales qui sont évincées des locations ainsi que la gentrification. Les Russes sont les principaux acheteurs étrangers de propriétés chypriotes. D'autres études montrent que les effets sont néfastes sur le paysage local et l'environnement en raison de l'augmentation de la demande de bâtiments à vendre à des investisseurs étrangers et notamment une augmentation des inégalités entre les locaux et les riches investisseurs. Selon l'Eurobaromètre de 2022, 94 % des 505 Chypriotes interrogés estiment que la corruption est un problème répandu dans le pays.
Après l'imposition de sanctions sur principalement des entreprises russes dans la République de Chypre, de nombreux investisseurs se sont déplacés vers la partie nord occupée de l'île, où il y a une présence croissante de Russes, 39 000 selon les estimations, et d'Iraniens. La région de Trikomo a été particulièrement aménagée avec des hôtels de luxe, des appartements et des casinos pour une clientèle étrangère incluant des Russes et des Israéliens, la plupart des terres appartiennent à des Chypriotes grecs qui ont été déplacés pendant l'invasion turque de 1974. Le développement non réglementé a également causé des dommages environnementaux dans la région, comme le déversement des déchets de ces développements sur le bord des routes.

## Révocation des passeports
En janvier 2023, 222 détenteurs de ce qu'on appelle des "passeports dorés" ont eu leur citoyenneté retirée. En octobre 2023, 233 ont été révoqués.
Après l'invasion russe de l'Ukraine, Chypre a révoqué les passeports de certains Russes qui étaient sur la liste noire de l'UE pour sanctions. Cinq détenteurs de "passeports dorés" ont été ciblés par des sanctions américaines pour trafic d'armes. En décembre 2023, le Trésor américain a sanctionné deux anciens responsables afghans pour avoir détourné des millions de fonds gouvernementaux américains destinés aux forces de sécurité afghanes en vendant du carburant à des prix gonflés. Mir Rahman Rahmani, membre du parlement et président de la Chambre et son fils Ajmal Rahmani, également député. Ajmal Rahmani a reçu un passeport chypriote en 2014 et Mir Rahman Rahmani en 2017, via FidesCorp, un prestataire de services d'entreprise chypriote appartenant à Savvas Poyadjis, un ancien gendre de Demetris Syllouris.

## Remplacement par le programme des visas dorés
Après la suppression du Programme d'Investissement Chypriote en 2020, le gouvernement initie un programme de visa doré. Il s'agit d'un programme accéléré pour les ressortissants de pays tiers. Ce programme exige un investissement d'au moins 300 000 euros. Jusqu'en 2023, le gouvernement a émis 5 800 visas dorés pour les investisseurs. Les mêmes cabinets d'avocats qui faisaient auparavant la publicité des passeports dorés font maintenant la publicité des visas dorés.
Le Bureau d'audit de Chypre a averti que le système présente des problèmes puisqu'en examinant les dossiers de 28 investisseurs, ils ont découvert que 24 n'habitaient pas de manière permanente à Chypre. Le porte-parole du Bureau d'audit, Marios Petrides, a déclaré dans une interview que les investisseurs utilisent les mêmes tactiques qu'auparavant avec le CIP, c'est-à-dire qu'ils ont soumis un document de vente entre deux parties au gouvernement, ils ont acquis le passeport/visa doré, puis ils ont annulé le document. Il a également rappelé à tous les recommandations de la Commission européenne d'éviter de tels programmes, en raison des risques inhérents qu'ils comportent.
Par la suite, le Bureau d'audit de Chypre a fourni au ministère de l'Intérieur un rapport sur le programme, conseillant des corrections et suggérant même son abolition. Le ministère a commenté qu'ils sont d'accord avec les recommandations pour des contrôles plus stricts mais ils n'ont pas commenté sur une possible abolition du programme. De plus, Moneyval, un organe de surveillance du Conseil de l'Europe, qui se concentre sur le blanchiment d'argent, a également fait des indications pertinentes sur le risque d'abus existant en raison des faiblesses du programme.

## Enquêtes

### Enquêtes gouvernementales chypriotes
- Rapport du Programme d'Investissement Chypriote par le Bureau d'audit de Chypre
- Rapport du Comité d'Enquête sur les Citoyennetés Exceptionnellement Accordées aux Investisseurs et Hommes d'Affaires Étrangers (Rapport Nikolatou)

### Enquêtes journalistiques
- Reuters, Comment les proches et alliés du leader du Cambodge ont amassé des richesses à l'étranger (16 octobre 2019).
- Al Jazeera, Les Cyprus Papers Undercover.